# Социальная справедливость
Социа́льная справедли́вость — понятие, применяющееся для обозначения измерения справедливости, устанавливаемой при помощи общественных институтов. В идеале социальная справедливость это институциональная система, которая не в отдельных действиях, а по самой своей структуре осуществляет постоянно справедливое распределение социально-политических прав и материальных благ между обществом и индивидуумом. Социальная справедливость измеряется критериями распределения благосостояния, наличием равных возможностей и социальных привилегий. В современном глобальном движении инициативы снизу акцент делается на устранении препятствий для социальной мобильности, создании программ социального обеспечения и экономической справедливости.
Общественные институты, связанные с социальной справедливостью, включают налогообложение, социальное страхование, здравоохранение, государственные школы, государственные услуги, трудовое право и регулирование рынков. Предназначение данных институтов обеспечить справедливое распределение благ и равные возможности.
Термин социальная справедливость стал использоваться в 1780-х годах, хотя концепцию можно проследить от трудов Августина Аврелия до работ Томаса Пейна.
В эру прогрессивизма американские ученые в области права стали больше использовать термин, особенно Луи Брэндайс и Роско Паунд. В начале XX века и позже термин также был включен в международное право и институты. Во второй половине XX века социальная справедливость стала центральным элементом для философии общественного договора, в частности у Джона Ролза в работе «Теория справедливости» (1971).

## История
- Для Платона справедливость была частью человеческой добродетелью и узами связывающими людей в обществе. Справедливость это упорядоченное и должное состояние частей души, то же самое что здоровье для тела. Платон говорил, что справедливость — это гармоничная сила. Справедливость не право сильнейшего, но эффективная гармония целого[10].
- Античные представления о справедливости соседствовали с рабством и угнетённым положением женщин. Платон верил, что права существуют только для свободных людей.
- Сократа считают развившим идею общественного договора, по которому люди должны следовать общественным правилам, и принимать обязательства, так как они пользуются общественными благам[11]. В период Средневековья, религиозные деятели, такие как Фома Аквинский продолжали обсуждение справедливости в разном контексте, но в основном связывая жизнь хорошего гражданина со служением Богу.

После эпохи Ренессанса и Реформации ряд авторов стал использовать концепцию социальной справедливости, связанную с развитием человеческого потенциала.
Точных данных о том, когда впервые был использован термин «социальная справедливость» нет, ранние источники можно найти среди европейских работ XVIII века. Данное выражение встречается в статьях журналов издававшихся в духе Просвещения, в них социальная справедливость обозначается как обязанность монарха. Также понятие присутствует в книгах католических итальянских теологов, в частности иезуитов. В этих источниках социальная справедливость понималась, как справедливость, которая управляет отношениями индивидуумов в обществе, вопросы социально-экономического равенства и человеческого достоинства не рассматривались.
В XIX—XX веках, социальная справедливость становится важной темой в американской политической и юридической философии, в частности в работах Джона Дьюи, Луи Брэндайса и Роско Паунда. Одной из главных проблем были решения Верховного суда США эпохи Лохнера, которые отменяли законодательные постановления на уровне штатов, принятые для социально-экономических улучшения, в частности восьмичасовой день или право объединяться в профсоюз. После Первой мировой войны основополагающий документ Международной организации труда утверждал что «мир может быть установлен только если он основан на социальной справедливости». С этого момента обсуждение социальной справедливости вошло в основной правовой и академический дискурс.
В 20 веке попытка реализовать идею социальной справедливости привела к появлению новых государств начиная с СССР. Но в силу исторической неготовности человечества к новым видам общественных отношений последовал откат общества в капитализм. При этом эпоха «окна в будущее» оставила после себя множество социальных достижений в ключевых сферах общественных отношений.
Во второй половине XX века ряд либеральных и консервативных мыслителей, в частности Фридрих фон Хайек отвергли концепцию, утверждая что она ничего не значит, или слишком многозначительна.
Вывод, который делает Хайек: «Что мы на самом деле имеем в случае с „социальной справедливостью“, — это просто квазирелигиозный предрассудок такого рода, который можно уважительно оставить в покое, если только он составляет счастье тем, кто его придерживается, но с которым надлежит бороться, если он становится обоснованием принуждения по отношению к другим. Растущая вера в социальную справедливость является в настоящее время наибольшей угрозой для большинства других ценностей свободной цивилизации». Тем не менее, концепция оказалась очень влиятельной, особенно благодаря её продвижению такими философами как Джон Ролз. Хотя понимание социальной справедливости различается, как минимум 3 общих элемента присутствуют в современных теориях: обязанность государства распределять определённые жизненно важные блага (такие как экономические, социальные и культурные права), защита человеческого достоинства и продвижение равных возможностей для каждого.

## Современная теория

### Джон Ролз
Политический философ Джон Ролз основывался на утилитаризме Иеремии Бентама и Джона Милля, идеях общественного договора Джона Локка, и категорическом императиве Иммануила Канта.
Для проверки насколько хорошо взаимодействуют общественные институты, Ролз использовал теорию общественного договора. Ролз считал, что для определения является ли та или иная система коллективно соблюдаемых общественных договоренностей легитимной, надо скорее выяснять степень согласия участвующих в ней людей, чем объективное соответствие системы идеологически обоснованной справедливости.
Согласно Ролзу базовые свободы, которые каждое хорошее общество должно гарантировать это:
- Свобода совести;
- Политические свободы (то есть представительная демократия, свобода слова и печати и свобода собраний);
- Свободы необходимые для личности (свобода от рабства, свобода передвижения и разумная свобода выбора занятий);
- Другие права и свободы, определённые законом.

### ООН
Организация Объединённых Наций называет социальную справедливость «основополагающим принципом мирного и процветающего сосуществования внутри стран и между ними».
Доклад ООН 2006 года «Социальная справедливость в Открытом мире: Роль ООН», утверждает что «Социальная справедливость может пониматься как распределение плодов экономического роста на основе принципов справедливости и сострадания …»:16.
Термин «социальная справедливость» рассматривался ООН как синоним понятия «защита прав человека» и впервые появился в текстах ООН во второй половине 1960-х годов. По инициативе Советского Союза и при поддержке развивающихся стран этот термин использовался в Декларации о социальном прогрессе и развитии, принятой в 1969 году:52.
В том же документе сообщается: «С учётом глобальной перспективы, определяемой Уставом ООН и Всеобщей декларацией прав человека, пренебрежение стремлением к социальной справедливости во всех её аспектах означает фактическое принятие будущего, омраченного насилием, репрессиями и хаосом»:6.